# Мюлдер, Юри
Ю́ри Мю́лдер (нидерл. Youri Mulder; род. 23 марта 1969, Брюссель) — нидерландский футболист и тренер, играл на позиции нападающего.

## Карьера

### Клубная
Юри Мюлдер начинал с молодёжных академий СДО «Бюссюм» и «Аякса». Мюлдер сыграл 2 сезона за любительскую команду «Аделарс». В возрасте 21 года Мюлдер дебютировал в чемпионате Нидерландов, играя за «Твенте». Во втором сезоне он забил он забил 18 голов в чемпионате, что позволило его клубу завершить чемпионат на 6 позиции.
В 1993 году Мюлдер перешёл в немецкий «Шальке 04». 7 августа 1993 года он дебютировал за гельзенкирхенский клуб. В победном для «кнаппенов» Кубке УЕФА 1996/97 Мюлдер забил 3 гола, включая гол в полуфинале, забитый испанской «Валенсии».
В 2001 и 2002 годах нидерландец выиграл с клубом Кубок Германии. Мюлдер закончил карьеру по окончании сезона 2001/02 в возрасте 33 лет.

### В сборной
Юри Мюлдер сыграл 9 матчей за сборную Нидерландов и забил 3 гола. 16 ноября 1994 года Мюлдер дебютировал за сборную. Голландец принял участие на чемпионате Европы 1996, где сыграл всего 40 минут (с учётом дополнительного времени) в четвертьфинальном матче против сборной Франции.

### Тренерская
В апреле 2008 года Мюлдер вместе с бывшим товарищем по «Шальке 04» Майком Бюскенсом был назначен исполняющим обязанности тренера гельзенкирхенского клуба после увольнения Мирко Сломки. Ситуация повторилась в 2009 году, когда Мюлдер, Оливер Рек и Майк Бюскенс заменили на посту тренера «кобальтовых» Фреда Рюттена.
С сезона 2011/12 Мюлдер являлся помощником главного тренера «Твенте» Стива Макларена. Контракт Мюлдера был расторгнут 23 марта 2015 года из-за финансовых затруднений в клубе. Несколько лет спустя, 5 мая 2021 года, было объявлено, что Мюлдер войдет в наблюдательный совет «Шальке 04». 5 ноября 2024 года, было объявлено, что Мюлдер приостанавливает свою деятельность в наблюдательном совете клуба и становится временным спортивным директором «Шальке 04». 11 декабря стало известно о том, что Мюлдер останется на должности спортивного директора до конца сезона.

## Статистика

### Матчи Мюлдера за сборную Нидерландов
| Матчи Мюлдера за сборную Нидерландов | Матчи Мюлдера за сборную Нидерландов | Матчи Мюлдера за сборную Нидерландов | Матчи Мюлдера за сборную Нидерландов | Матчи Мюлдера за сборную Нидерландов | Матчи Мюлдера за сборную Нидерландов |
| ------------------------------------ | ------------------------------------ | ------------------------------------ | ------------------------------------ | ------------------------------------ | ------------------------------------ |
| №                                    | Дата                                 | Соперник                             | Счёт                                 | Голы Мюлдера                         | Соревнование                         |
| 1                                    | 16 ноября 1994                       | Чехия                                | 0:0                                  | —                                    | Чемпионат Европы 1996 (отбор)        |
| 2                                    | 14 декабря 1994                      | Люксембург                           | 5:0                                  | 1                                    | Чемпионат Европы 1996 (отбор)        |
| 3                                    | 6 сентября 1995                      | Беларусь                             | 1:0                                  | 1                                    | Чемпионат Европы 1996 (отбор)        |
| 4                                    | 11 октября 1995                      | Мальта                               | 4:0                                  | —                                    | Чемпионат Европы 1996 (отбор)        |
| 5                                    | 15 ноября 1995                       | Норвегия                             | 3:0                                  | 1                                    | Чемпионат Европы 1996 (отбор)        |
| 6                                    | 24 апреля 1996                       | Германия                             | 0:1                                  | —                                    | Товарищеский матч                    |
| 7                                    | 29 мая 1996                          | Китай                                | 2:0                                  | —                                    | Товарищеский матч                    |
| 8                                    | 22 июня 1996                         | Франция                              | 0:0 (4:5 пен.)                       | —                                    | Чемпионат Европы 1996                |
| 9                                    | 28 апреля 1999                       | Марокко                              | 1:2                                  | —                                    | Товарищеский матч                    |

Итого: 9 матчей / 3 гола; 5 побед, 1 ничья, 3 поражения.

## Личная жизнь
Юри Мюлдер сын бывшего игрока нидерландского «Аякса» и бельгийского «Андерлехта» Яна Мюлдера.
Помимо своей карьеры футболиста и тренера, Мюлдер работал в качестве спортивного комментатора на NOS TV.